# オッフェンブルク
オッフェンブルク（Offenburg）は、ドイツ連邦共和国バーデン＝ヴュルテンベルク州にある都市。ライン川右岸に位置する。オルテナウ郡郡庁所在地。人口59,283人（2011年）。

## 教育
- オッフェンブルク工科大学

## 姉妹都市
- ロン＝ル＝ソーニエ、フランス 1959年
- Weiz、オーストリア 1964年
- Borehamwood、イギリス 1982年
- アルテンブルク、ドイツ 1988年
- オルシュティン、ポーランド 1999年
- ピエトラ・リーグレ、イタリア 2007年

## 出身者
- シュテファン・シーリ : 演奏家
- ヨーゼフ・コーラー : 法学者